# Djamili-Dini Aboudou
Djamili-Dini Aboudou Moindze est un boxeur français né le 16 février 1996 à Grande-Synthe.

## Carrière sportive
Après deux titres nationaux juniors en 2013 et 2014, Djamili-Dini Aboudou est sacré champion de France dans la catégorie des poids super-lourds en 2016 et 2017.
Il est médaillé de bronze aux championnats d'Europe 2017 dans la catégorie des poids super-lourds et aux Jeux méditerranéens de 2018.
Djamili Dini Aboudou-Moindze est de nouveau sacré champion de France en 2018 puis en 2019 dans la catégorie des super-lourds. Il est médaillé de bronze aux Jeux méditerranéens de 2022.
Djamili devient champion de France une 7eme fois en 2022 puis il fait l’impasse en 2023 pour réaliser son rêve olympique. Il se qualifie lors du premier premier tournoi de qualification olympique à Milan (Busto Arsizio) en mars 2023.
Il déjoue les pronostics aux Jeux Olympiques de Paris 2024, en obtenant une médaille de bronze : il bat successivement l’algérien Mourad Kadi puis l’équatorien Gilmar Congo Chala avant de s’incliner en demi-finale face à l’espagnol Ayoub Ghadfa le 7 août. 

## Décorations
- Chevalier de l'ordre national du Mérite (2024)[6]